# Мохуватка повзуча
Мохува́тка повзу́ча (Plumatella repens) — вид мохуваток з родини Плюмателіди.

## Поширення
Ареал охоплює весь світ.
На теренах України в дельті Дунаю та басейні Сіверського Дінця знайдені окремі колонії мохуватки повзучої, а також виявлені поодинокі статобласти в пробах планктону .

## Морфологічні ознаки

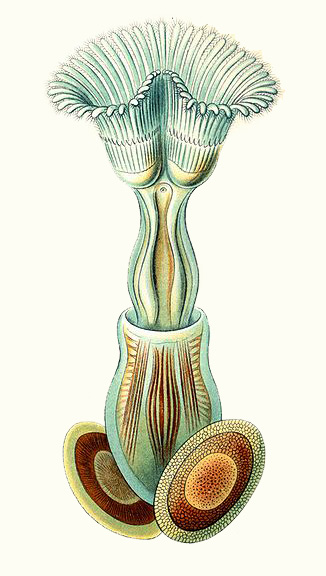
Зооїд з двома статобластами

Мохуватки повзучі утворюють колонії у вигляді жовтуватих деревоподібних розгалужених структур, форма яких залежить від субстрату. Колонія не має чіткого кордону. Окремі зооїди прозорі, розташовані на відстані один від одного. Довжина одного зооїда становить 1-5 мм. Граничний розмір колонії може становити кілька квадратних дециметрів.
Тіло окремої особини поділяється на два відділи: передній (поліпід) і задній (цистид). Поліпід несе від 40 до 70 щупалець, які утворюють корону (лофофор) у формі підкови. Цистид вкритий потовщеною кутикулою, утвореною зовнішнім епітелієм тіла, і має вигляд чашечки. Колір цистиду від напівпрозорого до темного. Поліпід при подразненні втягується всередину цистиду.
Всередині колонії утворюються внутрішні бруньки — статобласти. Статобласт широкоовальний, видовжений, має кільце з повітрям, причому кільце має однакову ширину по всій довжині статобласту. Капсула статобласту вкрита горбками. На одного зооїда в колонії приходиться кілька статобластів. Статобласти мохуватки повзучої та мохуватки клубчастої схожі між собою.

## Особливості біології
Мохуватка повзуча — прісноводний сидячий вид. Місцем її перебування є ставки та озерах, переважно в літоральній зоні. Колонії зустрічаються на нижній поверхні листків плаваючих рослин, на занурених у воду гілках та стовбурах дерев.
Мохуватка повзуча — біофільтратор. Живиться мохуватка за допомогою щупалець, які створюють рух води в напрямку до рота тварини. При цьому з води фільтруються різні мікроорганізми та рештки органічних речовин (детрит).
Розмноження мохуватки повзучої може відбуватися безстатевим способом — брунькуванням. При сприятливих умовах особина відокремлюється від колонії й брунькуванням започатковує нову колонію. Також мохуватки можуть розмножуватись статобластами. Восени при настанні несприятливих умов батьківський організм відмирає, і статобласти випадають з його тіла. Завдяки повітряним камерам статобласти плавають у воді, вони витримують холод і висихання. Навесні в статобласті розвивається зародок, що перетворюється на мохуватку.
Статеве розмноження відбувається впродовж короткого сезону. Мохуватки — гермафродити. Після запліднення в батьківських особинах формуються личинки, які являють собою мікроскопічні овальні тіла без будь-яких виростів. Після відокремлення від батьківської особини личинка кілька годин плаває перш, ніж осяде на субстрат і почне формування нової колонії.

## Охоронний статус
Чисельність виду в Україні зменшується внаслідок погіршення стану біотопів через господарську та гідротехнічну діяльність, евтрофікацію водойм.
Вид занесений до Червоної книги Харківської області зі статусом «вразливий».

## Таксономія
Вперше вид описаний у 1758 році в праці Карла Ліннея Systema naturæ per regna tria naturæ, secundum classes, ordines, genera, species, cum characteribus, differentiis, synonymis, locis. Tomus I. Editio decima, reformata. — pp. [1-4], 1-824. Holmiæ. (Salvius).
Підвиди:
- Plumatella repens osburni Rogick & Brown, 1942
- Plumatella repens rugosa Wood, Wood, Geimer & Massard, 1998
- Plumatella repens typica Wood, Wood, Geimer & Massard, 1998

Синоніми:
- Tubipora repens Linnaeus, 1758[1][4]
- Plumatella polymorpha Kraepelin 1887[1]
- Naisa repens (Linnaeus, 1758)[4]
- Plumatella dumortieri Allman, 1850[4]
- Plumatella elegans Allman, 1850[4]
- Plumatella hyalina Kafka, 1884[4]
- Plumatella polymorpha var. appressa Kraepelin, 1887[4]
- Plumatella polymorpha var. caespitosa Kraepelin, 1887[4]
- Plumatella polymorpha var. repens (Linnaeus, 1758)[4]
- Tubularia repens (Linnaeus, 1758)[4]